# Olimpiai bajnok északisízők listája
Az északisí a télisportok közé tartozó összefoglaló sportkategória, a sífutást, a síugrást és az északi összetett sportágakat tartalmazza.

## Sífutás

### Férfiak

#### 15 km, 50 km, 4×10 km váltó
Megjegyzések:
- 15 km: 1988-ig, 2002-ben, 2006-ban és 2014-ben klasszikus stílusú sífutás, 1992–1998, 2010: szabadstílusú sífutás.
- 50 km: 1984-ig, 1994-ben és 2002-ben klasszikus stílusú sífutás, 1988–1992, 1998: szabadstílusú sífutás, 2006-ban és 2014-ben szabadstílusú tömegrajtos sífutás.

| 1924 Chamonix               |                      |             | Thorleif Haug      | Norvégia    |                                                                            |             |
| 1928 St. Moritz             |                      |             | Per-Erik Hedlund   | Svédország  |                                                                            |             |
| 1932 Lake Placid            |                      |             | Veli Saarinen      | Finnország  |                                                                            |             |
| 1936 Garmisch-Partenkirchen |                      |             | Elis Wiklund       | Svédország  | Sulo Nurmela, Klaus Karppinen, Matti Lähde, Kalle Jalkanen                 | Finnország  |
| 1948 St. Moritz             |                      |             | Nils Karlsson      | Svédország  | Nils Östensson, Nils Täpp, Gunnar Eriksson, Martin Lundström               | Svédország  |
| 1952 Oslo                   |                      |             | Veikko Hakulinen   | Finnország  | Heikki Hasu, Paavo Lonkila, Urpo Korhonen, Tapio Mäkelä                    | Finnország  |
| 1956 Cortina d’Ampezzo      | Hallgeir Brenden     | Norvégia    | Sixten Jernberg    | Svédország  | Fjodor Terentyev, Pavel Kolcsin, Nyikolaj Anyikin, Vlagyimir Kuzin         | Szovjetunió |
| 1960 Squaw Valley           | Håkon Brunsveen      | Norvégia    | Kalevi Hämälainen  | Finnország  | Toimi Alatalo, Eero Mäntyranta, Väinö Huhtala, Veikko Hakulinen            | Finnország  |
| 1964 Innsbruck              | Eero Mäntyranta      | Finnország  | Sixten Jernberg    | Svédország  | Karl-Åke Asph, Sixten Jernberg, Janne Stefansson, Assar Rönnlund           | Svédország  |
| 1968 Grenoble               | Harald Grønningen    | Norvégia    | Olle Ellefsæter    | Norvégia    | Odd Martinsen, Pål Tyldum, Harald Grønningen, Ole Ellefsæter               | Norvégia    |
| 1972 Szapporo               | Sven-Åke Lundbäck    | Svédország  | Pål Tyldum         | Norvégia    | Vlagyimir Voronkov, Jurij Szkobov, Fjodor Szimasev, Vjacseszlav Vegyenyin  | Szovjetunió |
| 1976 Innsbruck              | Nyikolaj Bazsukov    | Szovjetunió | Ivar Formo         | Norvégia    | Matti Pitkänen, Juha Mieto, Pertti Teurajärvi, Arto Koivisto               | Finnország  |
| 1980 Lake Placid            | Thomas Wassberg      | Svédország  | Nyikolaj Szimjatov | Szovjetunió | Vaszilij Rocsev, Nyikolaj Bazsukov, Jevgenyij Beljajev, Nyikolaj Szimjatov | Szovjetunió |
| 1984 Szarajevó              | Gunde Svan           | Svédország  | Thomas Wassberg    | Svédország  | Thomas Wassberg, Benny Kohlberg, Jan Ottosson, Gunde Svan                  | Svédország  |
| 1988 Calgary                | Mihail Gyevjatyjarov | Szovjetunió | Gunde Svan         | Svédország  | Jan Ottosson, Thomas Wassberg, Gunde Svan, Torgny Mogren                   | Svédország  |
| 1992 Albertville            | Bjørn Dæhlie         | Norvégia    | Bjørn Dæhlie       | Norvégia    | Terje Langli, Vegard Ulvang, Kristen Skjeldal, Bjørn Dæhlie                | Norvégia    |
| 1994 Lillehammer            | Bjørn Dæhlie         | Norvégia    | Vlagyimir Szmirnov | Kazahsztán  | Maurilio de Zolt, Marco Albarello, Giorgio Vanzetta, Silvio Fauner         | Olaszország |
| 1998 Nagano                 | Thomas Alsgård       | Norvégia    | Bjørn Dæhlie       | Norvégia    | Sture Sivertsen, Erling Jevne, Bjørn Dæhlie, Thomas Alsgård                | Norvégia    |
| 2002 Salt Lake City         | Andres Veerpalu      | Észtország  | Mihail Ivanov      | Oroszország | Thomas Alsgård, Kristen Skjeldal, Frode Estil, Anders Aukland              | Norvégia    |
| 2006 Torino                 | Andres Veerpalu      | Észtország  | Giorgio di Centa   | Olaszország | Fulvio Valbusa, Giorgio di Centa, Pietro Piller Cottrer, Cristian Zorzi    | Olaszország |
| 2010 Vancouver              | Dario Cologna        | Svájc       | Petter Northug     | Norvégia    | Daniel Richardsson, Johan Olsson, Anders Södergren, Marcus Hellner         | Svédország  |
| 2014 Szocsi                 | Dario Cologna        | Svájc       | Alekszandr Legkov  | Oroszország | Marcus Hellner, Lars Nelson, Johan Olsson, Daniel Richardsson              | Svédország  |
| 2018 Phjongcshang           |                      |             |                    |             |                                                                            |             |

#### Sprint, csapat sprint, 30 km
Megjegyzések:
- Sprint: 2002-ben 1,5 km, 2006-ban 1,3 km, 2010-ben 1,5 km.
- Csapat sprint: 6×~1,5 km páros váltó.
- 30 km: 15 km klasszikus + 15 km szabadstílusú sífutás (siatlon).

| 2002 Salt Lake City | Tor-Arne Hetland    | Norvégia    |                                   |            |                       |             |
| 2006 Torino         | Björn Lind          | Svédország  | Thobias Fredriksson, Björn Lind   | Svédország | Jevgenyij Gyementyjev | Oroszország |
| 2010 Vancouver      | Nyikita Krjukov     | Oroszország | Øystein Pettersen, Petter Northug | Norvégia   | Marcus Hellner        | Svédország  |
| 2014 Szocsi         | Ola Vigen Hattestad | Norvégia    | Sami Jauhojaervi, Iivo Niskanen   | Finnország | Dario Cologna         | Svájc       |
| 2018 Phjongcshang   |                     |             |                                   |            |                       |             |

#### Megszűnt versenyszámok
| Év, helyszín                | 10 km         | 10 km    | 18 km                | 18 km      | 10+10 km                   | 10+10 km            | 30 km                 | 30 km       |
| --------------------------- | ------------- | -------- | -------------------- | ---------- | -------------------------- | ------------------- | --------------------- | ----------- |
| 1924 Chamonix               |               |          | Thorleif Haug        | Norvégia   |                            |                     |                       |             |
| 1928 St. Moritz             |               |          | Johan Grøttumsbråten | Norvégia   |                            |                     |                       |             |
| 1932 Lake Placid            |               |          | Sven Utterström      | Svédország |                            |                     |                       |             |
| 1936 Garmisch-Partenkirchen |               |          | Erik-August Larsson  | Svédország |                            |                     |                       |             |
| 1948 St. Moritz             |               |          | Martin Lundström     | Svédország |                            |                     |                       |             |
| 1952 Oslo                   |               |          | Hallgeir Brenden     | Norvégia   |                            |                     |                       |             |
| 1956 Cortina d’Ampezzo      |               |          |                      |            |                            |                     | Veikko Hakulinen      | Finnország  |
| 1960 Squaw Valley           |               |          |                      |            |                            |                     | Sixten Jernberg       | Svédország  |
| 1964 Innsbruck              |               |          |                      |            |                            |                     | Eero Mäntyranta       | Finnország  |
| 1968 Grenoble               |               |          |                      |            |                            |                     | Franco Nones          | Olaszország |
| 1972 Szapporo               |               |          |                      |            |                            |                     | Vjacseszlav Vegyenyin | Szovjetunió |
| 1976 Innsbruck              |               |          |                      |            |                            |                     | Szergej Szaveljov     | Szovjetunió |
| 1980 Lake Placid            |               |          |                      |            |                            |                     | Nyikolaj Szimjatov    | Szovjetunió |
| 1984 Szarajevó              |               |          |                      |            |                            |                     | Nyikolaj Szimjatov    | Szovjetunió |
| 1988 Calgary                |               |          |                      |            |                            |                     | Alekszej Prokurorov   | Szovjetunió |
| 1992 Albertville            | Vegard Ulvang | Norvégia |                      |            |                            |                     | Vegard Ulvang         | Norvégia    |
| 1994 Lillehammer            | Bjørn Dæhlie  | Norvégia |                      |            |                            |                     | Thomas Alsgård        | Norvégia    |
| 1998 Nagano                 | Bjørn Dæhlie  | Norvégia |                      |            |                            |                     | Mika Myllylä          | Finnország  |
| 2002 Salt Lake City         |               |          |                      |            | Thomas Alsgård Frode Estil | Norvégia · Norvégia | Christian Hoffmann    | Ausztria    |

### Nők

#### 10 km, 30 km, 4×5 km váltó
Megjegyzések:
- 10 km: 1988-ig, 2002-ben, 2006-ban és 2014-ben klasszikus, 1992-től 1998-ig és 2010-ben szabadstílusú sífutás.
- 30 km: 1992-ben és 1998-ban szabadstílusú, 1994-ben és 2002-ben klasszikus stílusú sífutás, 2006-ban és 2014-ben szabadstílusú tömegrajtos futam.

| Év, helyszín           | 10 km                  | 10 km         | 30 km               | 30 km         | 4×5 km váltó                                                                                   | 4×5 km váltó |
| ---------------------- | ---------------------- | ------------- | ------------------- | ------------- | ---------------------------------------------------------------------------------------------- | ------------ |
| 1952 Oslo              | Lydia Widerman         | Finnország    |                     |               |                                                                                                |              |
| 1956 Cortina d’Ampezzo | Ljubov Kozirjeva       | Szovjetunió   |                     |               |                                                                                                |              |
| 1960 Squaw Valley      | Marija Guszakova       | Szovjetunió   |                     |               |                                                                                                |              |
| 1964 Innsbruck         | Klavgyija Bojarszkih   | Szovjetunió   |                     |               |                                                                                                |              |
| 1968 Grenoble          | Toini Gustafsson       | Svédország    |                     |               |                                                                                                |              |
| 1972 Szapporo          | Galina Kulakova        | Szovjetunió   |                     |               |                                                                                                |              |
| 1976 Innsbruck         | Raisza Szmetanyina     | Szovjetunió   |                     |               | Nyina Baldicseva, Zinaida Amoszova, Raisza Szmetanyina, Galina Kulakova                        | Szovjetunió  |
| 1980 Lake Placid       | Barbara Petzold        | NDK           |                     |               | Marlies Rostock, Carola Anding, Veronika Hesse-Schmidt, Barbara Petzold)                       | NDK          |
| 1984 Szarajevó         | Marja-Liisa Hämälainen | Finnország    |                     |               | Inger Helene Nybråten, Anne Jahren, Brit Pettersen, Berit Aunli                                | Norvégia     |
| 1988 Calgary           | Vida Ventsene          | Szovjetunió   |                     |               | Szvetlana Nagejkina, Nyina Gavriljuk, Tamara Tyihonova, Anfisza Rescova                        | Szovjetunió  |
| 1992 Albertville       | Ljubov Jegorova        | FÁK           | Stefania Belmondo   | Olaszország   | Jelena Välbe, Raisza Szmetanyina, Larisza Lazutyina, Ljubov Jegorova                           | FÁK          |
| 1994 Lillehammer       | Ljubov Jegorova        | Oroszország   | Manuela di Centa    | Olaszország   | Jelena Välbe, Larisza Lazutyina, Nyina Gavriljuk, Ljubov Jegorova                              | Oroszország  |
| 1998 Nagano            | Larisza Lazutyina      | Oroszország   | Julija Csepalova    | Oroszország   | Nyina Gavriljuk, Olga Danyilova, Jelena Välbe, Larisza Lazutyina                               | Oroszország  |
| 2002 Salt Lake City    | Bente Skari            | Norvégia      | Gabriella Paruzzi   | Olaszország   | Manuela Henkel, Viola Bauer, Claudia Künzel, Evi Sachenbacher                                  | Németország  |
| 2006 Torino            | Kristina Smigun        | Észtország    | Katerina Neumannová | Csehország    | Natalja Baranova-Maszolkina, Larisza Kurkina, Julija Csepalova, Jevgenyija Medvegyeva-Arbuzova | Oroszország  |
| 2010 Vancouver         | Charlotte Kalla        | Svédország    | Justyna Kowalczyk   | Lengyelország | Vibeke Westbye Skofterud, Therese Johaug, Kristin Størmer Steira, Marit Bjørgen                | Norvégia     |
| 2014 Szocsi            | Justyna Kowalczyk      | Lengyelország | Marit Bjørgen       | Norvégia      | Anna Haag, Ida Ingemarsdotter, Charlotte Kalla, Emma Wiken                                     | Svédország   |
| 2018 Phjongcshang      |                        |               |                     |               |                                                                                                |              |

#### Sprint egyéni és csapat, 15 km
Megjegyzések:
- Sprint egyéni: 2002-ben 1,5 km, 2006-ban 1,1 km, 2010-ben 1 km.
- Csapat sprint: 6×~1 km-es váltó.
- 15 km: 7,5 km klasszikus + 7,5 km szabadstílusú sífutás.

| Év, helyszín        | Sprint egyéni          | Sprint egyéni | Csapat sprint                           | Csapat sprint | 15 km           | 15 km      |
| ------------------- | ---------------------- | ------------- | --------------------------------------- | ------------- | --------------- | ---------- |
| 2002 Salt Lake City | Julija Csepalova       | Oroszország   |                                         |               |                 |            |
| 2006 Torino         | Chandra Crawford       | Kanada        | Anna Dahlberg, Lina Andersson           | Svédország    | Kristina Smigun | Észtország |
| 2010 Vancouver      | Marit Bjørgen          | Norvégia      | Evi Sachenbacher-Stehle, Claudia Nystad | Németország   | Marit Bjørgen   | Norvégia   |
| 2014 Szocsi         | Maiken Caspersen Falla | Norvégia      | Marit Bjørgen, Ingvild Flugstad Østberg | Norvégia      | Marit Bjørgen   | Norvégia   |
| 2018 Phjongcshang   |                        |               |                                         |               |                 |            |

#### Megszűnt versenyszámok
| Év, helyszín           | 5 km                   | 5 km        | 15 km             | 15 km       | 5+5 km       | 5+5 km | 20 km                  | 20 km       | 3×5 km                                                      | 3×5 km      |
| ---------------------- | ---------------------- | ----------- | ----------------- | ----------- | ------------ | ------ | ---------------------- | ----------- | ----------------------------------------------------------- | ----------- |
| 1956 Cortina d’Ampezzo |                        |             |                   |             |              |        |                        |             | Sirkka Polkunen, Mirja Hietamies, Siiri Rantanen            | Finnország  |
| 1960 Squaw Valley      |                        |             |                   |             |              |        |                        |             | Irma Johansson, Britt Strandberg, Sonja Ruthström-Edström   | Svédország  |
| 1964 Innsbruck         | Klavgyija Bojarszkih   | Szovjetunió |                   |             |              |        |                        |             | Alevtyina Kolcsina, Jevdokija Meksilo, Klavgyija Bojarszkih | Szovjetunió |
| 1968 Grenoble          | Toini Gustafsson       | Svédország  |                   |             |              |        |                        |             | Inger Aufles, Babben Enger-Damon, Berit Mørdre Lammedal     | Norvégia    |
| 1972 Szapporo          | Galina Kulakova        | Szovjetunió |                   |             |              |        |                        |             | Ljubov Muhazseva, Alevtyina Olunyina, Galina Kulakova       | Szovjetunió |
| 1976 Innsbruck         | Helena Takalo          | Finnország  |                   |             |              |        |                        |             |                                                             |             |
| 1980 Lake Placid       | Raisza Szmetanyina     | Szovjetunió |                   |             |              |        |                        |             |                                                             |             |
| 1984 Szarajevó         | Marja-Liisa Hämälainen | Finnország  |                   |             |              |        | Marja-Liisa Hämälainen | Finnország  |                                                             |             |
| 1988 Calgary           | Marjo Matikainen       | Finnország  |                   |             |              |        | Tamara Tyihonova       | Szovjetunió |                                                             |             |
| 1992 Albertville       | Marjut Lukkarinen      | Finnország  | Ljubov Jegorova   | FÁK         |              |        |                        |             |                                                             |             |
| 1994 Lillehammer       | Ljubov Jegorova        | Oroszország | Manuela di Centa  | Olaszország |              |        |                        |             |                                                             |             |
| 1998 Nagano            | Larisza Lazutyina      | Oroszország | Olga Danyilova    | Oroszország |              |        |                        |             |                                                             |             |
| 2002 Salt Lake City    |                        |             | Stefania Belmondo | Olaszország | Beckie Scott | Kanada |                        |             |                                                             |             |

## Síugrás

### Férfiak
| Év, helyszín                | Normál sánc (NH)      | Normál sánc (NH)      | Nagysánc (LH)       | Nagysánc (LH) | Nagysánc, csapat (LH)                                                      | Nagysánc, csapat (LH) |
| --------------------------- | --------------------- | --------------------- | ------------------- | ------------- | -------------------------------------------------------------------------- | --------------------- |
| 1924 Chamonix               | Jacob Tullin Thams    | Norvégia              |                     |               |                                                                            |                       |
| 1928 St. Moritz             | Alf Andersen          | Norvégia              |                     |               |                                                                            |                       |
| 1932 Lake Placid            | Birger Ruud           | Norvégia              |                     |               |                                                                            |                       |
| 1936 Garmisch-Partenkirchen | Birger Ruud           | Norvégia              |                     |               |                                                                            |                       |
| 1948 St. Moritz             | Petter Hugsted        | Norvégia              |                     |               |                                                                            |                       |
| 1952 Oslo                   | Arnfinn Bergmann      | Norvégia              |                     |               |                                                                            |                       |
| 1956 Cortina d’Ampezzo      | Antti Hyvärinen       | Finnország            |                     |               |                                                                            |                       |
| 1960 Squaw Valley           | Helmut Recknagel      | Egyesült Német Csapat |                     |               |                                                                            |                       |
| 1964 Innsbruck              | Veikko Kankkonen      | Finnország            | Toralf Engan        | Norvégia      |                                                                            |                       |
| 1968 Grenoble               | Jiři Raska            | Csehszlovákia         | Vlagyimir Belouszov | Szovjetunió   |                                                                            |                       |
| 1972 Szapporo               | Kaszaja Jukio         | Japán                 | Wojciech Fortuna    | Lengyelország |                                                                            |                       |
| 1976 Innsbruck              | Hans-Georg Aschenbach | NDK                   | Karl Schnabl        | Ausztria      |                                                                            |                       |
| 1980 Lake Placid            | Toni Innauer          | Ausztria              | Jouko Törmänen      | Finnország    |                                                                            |                       |
| 1984 Szarajevó              | Jens Weissflog        | NDK                   | Matti Nykänen       | Finnország    |                                                                            |                       |
| 1988 Calgary                | Matti Nykänen         | Finnország            | Matti Nykänen       | Finnország    | Ari-Pekka Nikkola, Matti Nykänen, Tuomo Ylipulli, Jari Puikkonen           | Finnország            |
| 1992 Albertville            | Ernst Vettori         | Ausztria              | Toni Nieminen       | Finnország    | Ari-Pekka Nikkola, Mika Laitinen, Risto Laakkonen, Toni Nieminen           | Finnország            |
| 1994 Lillehammer            | Espen Bredesen        | Norvégia              | Jens Weissflog      | Németország   | Hansjörg Jäkle, Christof Duffner, Dieter Thoma, Jens Weissflog             | Németország           |
| 1998 Nagano                 | Jani Soininen         | Finnország            | Funaki Kazujosi     | Japán         | Okabe Takanobu, Szaito Hiroja, Harada Maszahiko, Funaki Kazujosi           | Japán                 |
| 2002 Salt Lake City         | Simon Ammann          | Svájc                 | Simon Ammann        | Svájc         | Sven Hannawald, Stephan Hocke, Mihael Uhrmann, Martin Schmitt              | Németország           |
| 2006 Torino                 | Lars Bystøl           | Norvégia              | Thomas Morgenstern  | Ausztria      | Andreas Widhölzl, Andreas Kofler, Martin Koch, Thomas Morgenstern          | Ausztria              |
| 2010 Vancouver              | Simon Ammann          | Svájc                 | Simon Ammann        | Svájc         | Wolfgang Loitzl, Andreas Kofler, Thomas Morgenstern, Gregor Schlierenzauer | Ausztria              |
| 2014 Szocsi                 | Kamil Stoch           | Lengyelország         | Kamil Stoch         | Lengyelország | Severin Freund, Marinus Kraus, Andreas Wank, Andreas Wellinger             | Németország           |
| 2018 Phjongcshang           |                       |                       |                     |               |                                                                            |                       |

### Nők
| Év, helyszín      | Normál sánc (NH) | Normál sánc (NH) |
| ----------------- | ---------------- | ---------------- |
| 2014 Szocsi       | Carina Vogt      | Németország      |
| 2018 Phjongcshang |                  |                  |

## Északi összetett
Megjegyzések:
- Egyéni verseny: ugrás normál sáncról, 15 km sífutás (1924-től 1952-ig 18 km-t, 2010-ben és 2014-ben 10 km-t futottak).
- Sprint verseny: ugrás nagy sáncról, 7,5 km vagy 10 km sífutás (2010-ben és 2014-ben 10 km).
- Csapatverseny: ugrás normál sáncról, 4×5 km-es sífutó váltó (1988-tól 1994-ig 3×5 km-es sífutó váltó volt).

| Év, helyszín                | Egyéni               | Egyéni                | Sprint         | Sprint     | Csapat                                                               | Csapat     |
| --------------------------- | -------------------- | --------------------- | -------------- | ---------- | -------------------------------------------------------------------- | ---------- |
| 1924 Chamonix               | Thorleif Haug        | Norvégia              |                |            |                                                                      |            |
| 1928 St. Moritz             | Johan Grøttumsbråten | Norvégia              |                |            |                                                                      |            |
| 1932 Lake Placid            | Johan Grøttumsbråten | Norvégia              |                |            |                                                                      |            |
| 1936 Garmisch-Partenkirchen | Oddbjørn Hagen       | Norvégia              |                |            |                                                                      |            |
| 1948 St. Moritz             | Heikki Hasu          | Finnország            |                |            |                                                                      |            |
| 1952 Oslo                   | Simon Slåttvik       | Norvégia              |                |            |                                                                      |            |
| 1956 Cortina d’Ampezzo      | Sverre Stenersen     | Norvégia              |                |            |                                                                      |            |
| 1960 Squaw Valley           | Georg Thoma          | Egyesült Német Csapat |                |            |                                                                      |            |
| 1964 Innsbruck              | Tormod Knutsen       | Norvégia              |                |            |                                                                      |            |
| 1968 Grenoble               | Franz Keller         | NSZK                  |                |            |                                                                      |            |
| 1972 Szapporo               | Ulrich Wehling       | NDK                   |                |            |                                                                      |            |
| 1976 Innsbruck              | Ulrich Wehling       | NDK                   |                |            |                                                                      |            |
| 1980 Lake Placid            | Ulrich Wehling       | NDK                   |                |            |                                                                      |            |
| 1984 Szarajevó              | Tom Sandberg         | Norvégia              |                |            |                                                                      |            |
| 1988 Calgary                | Hippolyt Kempf       | Svájc                 |                |            | Hans-Peter Pohl, Thomas Müller, Hubert Schwarz                       | NSZK       |
| 1992 Albertville            | Fabrice Guy          | Franciaország         |                |            | Mikata Rejicsi, Kono Takanori, Ogivara Kendzsi                       | Japán      |
| 1994 Lillehammer            | Fred Børre Lundberg  | Norvégia              |                |            | Kono Takanori, Abe Maszasi, Ogivara Kendzsi                          | Japán      |
| 1998 Nagano                 | Bjarte Engen Vik     | Norvégia              |                |            | Halldor Skard, Kenneth Bråten, Bjarte Engen Vik, Fred Børre Lundberg | Norvégia   |
| 2002 Salt Lake City         | Samppa Lajunen       | Finnország            | Samppa Lajunen | Finnország | Jari Mantila, Hannu Manninen, Jaakko Tallus, Samppa Lajunen          | Finnország |
| 2006 Torino                 | Georg Hettich        | Németország           | Felix Gottwald | Ausztria   | Michael Gruber, Christoph Bieler, Felix Gottwald, Mario Stecher      | Ausztria   |
| 2010 Vancouver              | Jason Lamy Chappuis  | Franciaország         | Bill Demong    | USA        | Bernhard Gruber, David Kreiner, Felix Gottwald, Mario Stecher        | Ausztria   |
| 2014 Szocsi                 | Eric Frenzel         | Németország           | Jørgen Graabak | Norvégia   | Jørgen Graabak, Håvard Klemetsen, Magnus Krog, Magnus Hovdal Moan    |            |
| 2018 Phjongcshang           |                      |                       |                |            |                                                                      |            |